# Володіївці (Могилів-Подільський район)
Володіївці́ —  село в Україні, у Чернівецькій селищній громаді Могилів-Подільського району Вінницької області, лежить по обидва боки річки Мурафи. Населення становить 1045 осіб.

## Географія
Розташоване над річкою Мурафа.

### Клімат
| Клімат Володіїіців      | Клімат Володіїіців | Клімат Володіїіців | Клімат Володіїіців | Клімат Володіїіців | Клімат Володіїіців | Клімат Володіїіців | Клімат Володіїіців | Клімат Володіїіців | Клімат Володіїіців | Клімат Володіїіців | Клімат Володіїіців | Клімат Володіїіців | Клімат Володіїіців |
| Показник                | Січ.               | Лют.               | Бер.               | Квіт.              | Трав.              | Черв.              | Лип.               | Серп.              | Вер.               | Жовт.              | Лист.              | Груд.              |                    |
| Середня температура, °C | −5,8               | −4,3               | 0,2                | 7,9                | 14,1               | 17,1               | 18,2               | 17,6               | 13,4               | 7,6                | 1,9                | −2,5               |                    |
| Днів з опадами          | 8                  | 7                  | 7                  | 8                  | 8                  | 10                 | 10                 | 7                  | 6                  | 5                  | 8                  | 9                  |                    |
| ----------------------- | ------------------ | ------------------ | ------------------ | ------------------ | ------------------ | ------------------ | ------------------ | ------------------ | ------------------ | ------------------ | ------------------ | ------------------ | ------------------ |
| Джерело: www.yr.no      |                    |                    |                    |                    |                    |                    |                    |                    |                    |                    |                    |                    |                    |

## Історія
За адміністративним поділом XX століття - село Ямпільського повіту Чернівецької волості. У 1893 році у селі було 318 дворів та проживало 2273 жителів.
Відстань від повітового містечка 40 верст, від волосного правління 9 верст. Найближча поштова станція, куди адресувалась кореспонденція - село Березівка за 7 верст. Найближча земська станція - містечко Чернівці за 9 верст.
У XVIII ст. у селі збудовано церкву Різдва Богородиці. У першій половині ХІХ століття почав функціонувати водяний млин, у другій - пивоварня, що випускала пиво з одноіменною назвою "Володіївецьке пиво".
Станом на 1898 рік маже 85% усієї землі у селі володів подільський дворянин польського походження Владислав Ігнатієвич Щеніовський: римо-католицького віросповідання, проживає в місті Варшаві. Всієї землі в маєтку тисяча двісті шістдесят одна десятина, у т.ч. садибної 25 д., орної 878 д., ліси 255 д., і незручної 103 д. Маєток знаходиться в управлінні, представник маєтку - Северин Леонович Липковський.
У 1899 році в селі була побудована дерев'яна церква, вартість якої за кошторисом склала 11 тисяч 713 рублів.
У 1905 році під час Першої російської революції одночасно оголосили страйк селяни 19 сіл Ямпільського повіту, у тому числі Володіївці. Під час грудневого збройного повстання в Москві 1905 року в Ямпільському та інших повітах  Подільської губернії селяни громили поміщицькі маєтки. Після того, як повстання вщухли, тільки в Ямпільському повіті за травень і червень 1906 влада кинула до в'язниці понад 200 селян.
7 (20) листопада 1917 року, відповідно до Третього Універсалу Української Центральної Ради, увійшло до складу Української Народної Республіки.
21 липня 1941 року в село увійшли румунські війська та встановили нову адміністрацію. У одному з корпусів сільської школи зробили пункт збору полонених, у іншому - медпункт для своїх поранених. Територія села, як і всього району входила в румунську зону окупації, так зване губернаторство Трансністрія.
У період СРСР у селі працював колгосп імені Кірова, 63 документи з якого зараз зберігаються у Державному архіві Вінницької області, фонд Р-5802.
12 червня 2020 року, відповідно до Розпорядження Кабінету Міністрів України № 707-р «Про визначення адміністративних центрів та затвердження територій територіальних громад Вінницької області» увійшло до складу Чернівецької селищної громади.
19 липня 2020 року, в результаті адміністративно-територіальної реформи та ліквідації Чернівецького району, село увійшло до складу новоутвореного Могилів-Подільського району.

## Соціальна сфера
У селі працює Володіївецька сільська рада

## Пам'ятки
У селі знаходиться братська могила радянських воїнів, 1941 р.

## Галерея

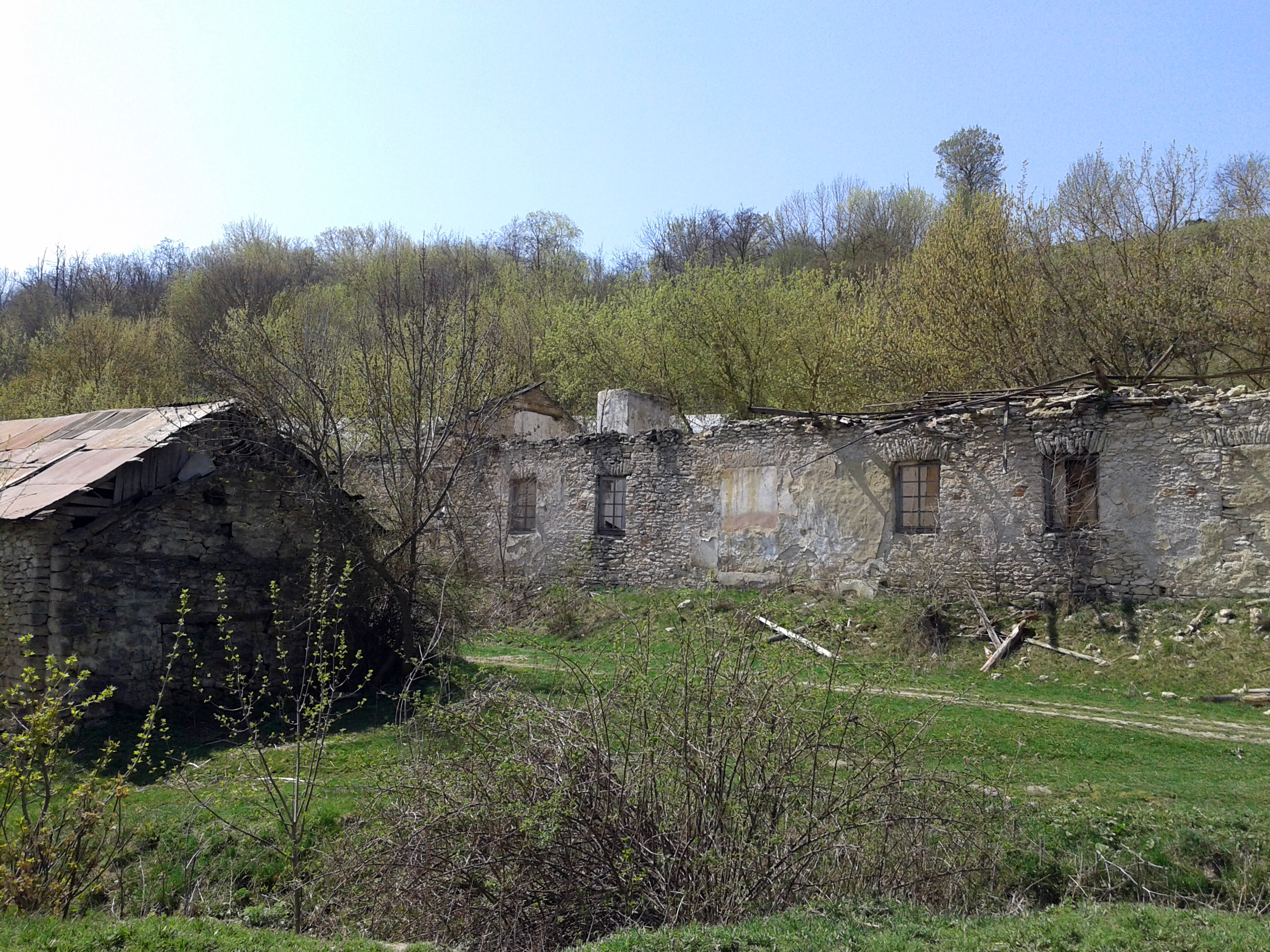
Володіївці, руїни пивзаводу
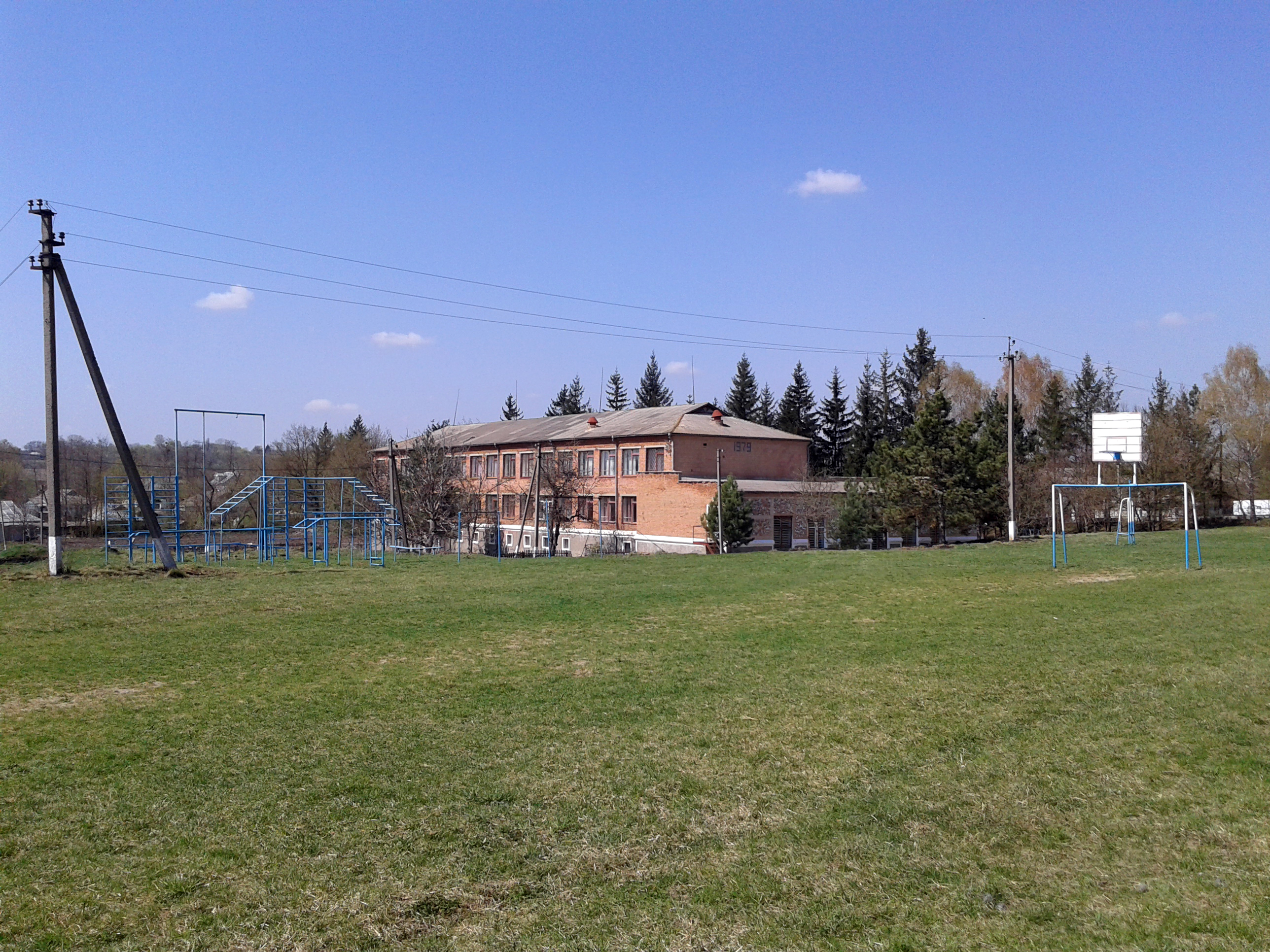
Володіївці, сільська школа